# Чемпіонат світу з футболу 1970 (група 1)
Матчі Групи 1 чемпіонату світу з футболу 1970 відбувалися з 31 травня по 11 червня 1970 року на стадіоні Ацтека в Мехіко. Учасниками змагання в групі були господарі турніру збірна Мексика та команди СРСР, Бельгії і Сальвадору. Переможцями групи стали радянські і мексиканські футболісти, які набрали однакову кількість очок.
Абсолютний новачок фінальних частин чемпіонатів світу, збірна Сальвадору, посіла останнє місце, програвши всі три матчі й не забивши жодного гола при дев'яти пропущених.

## Турнірне становище
| Поз | Команда   | І | В | Н | П | ГЗ | ГП | РГ | О | Кваліфікація     |
| --- | --------- | - | - | - | - | -- | -- | -- | - | ---------------- |
| 1   | СРСР      | 3 | 2 | 1 | 0 | 6  | 1  | +5 | 5 | Вихід до плей-оф |
| 2   | Мексика   | 3 | 2 | 1 | 0 | 5  | 0  | +5 | 5 | Вихід до плей-оф |
| 3   | Бельгія   | 3 | 1 | 0 | 2 | 4  | 5  | −1 | 2 |                  |
| 4   | Сальвадор | 3 | 0 | 0 | 3 | 0  | 9  | −9 | 0 |                  |

1. 1 2  Збірні СРСР та Мексики набрали однакову кількість очок і мали однакову різницю забитих і пропущених голів, тому їхні місця у підсумковій таблиці визначили жеребкуванням.

## Матчі
Час матчів наведений за місцевим часом (UTC−6)

### Мексика— СРСР
Перший матч турніру, якому передувала офіційна церемонія відкриття чемпіонату світу, не виправдав сподівань ані вболівальників збірної-господаря, що очікували на перемогу своєї команди, ані нейтральних вболівальників, яким не вдалося побачити бодай один забитий гол. Команди, що вважалися фаворитами групи, в очній зустрічі намагалися насамперед акуратно відіграти в захисті, тож до небезпечних моментів можна віднести лише декілька епізодів за участі лідера мексиканських атак Сальгадо, які забитими м'ячами, утім, не увінчалися.
Радянський футболіст Анатолій Пузач, що вийшов на поле по перерві, увійшов до історії чемпіонатів світу як перший гравець, що вийшов на заміну у грі цього турніру, адже на попередніх світових першостях можливості проведення замін не передбачалося.
| 31 травня 1970 12:00 |

| Мексика | 0–0      | СРСР |
| ------- | -------- | ---- |
|         | Протокол |      |

| Ацтека, Мехіко Глядачів: 107,160 Арбітр: Курт Ченшер (ФРН) |

| Мексика | СРСР |

|                  |    |                       |     |     |
|                  |    |                       |     |     |
| ВР               | 1  | Ігнасіо Кальдерон     |     |     |
| ЗХ               | 13 | Хосе Вантольра        |     |     |
| ЗХ               | 3  | Густаво Пенья (к)     | 60' |     |
| ЗХ               | 14 | Хав'єр Гусман         |     |     |
| ЗХ               | 5  | Маріо Перес           |     |     |
| ПЗ               | 6  | Гільєрмо Ернандес     |     |     |
| ПЗ               | 15 | Ектор Пулідо          |     |     |
| ПЗ               | 18 | Маріо Веларде         |     | 67' |
| НП               | 19 | Хав'єр Вальдівія      |     |     |
| НП               | 21 | Хав'єр Фрагосо        |     |     |
| НП               | 10 | Орасіо Лопес Сальгадо |     |     |
| Заміни:          |    |                       |     |     |
| ПЗ               | 8  | Антоніо Мунгія        |     | 67' |
| Головний тренер: |    |                       |     |     |
| Рауль Карденас   |    |                       |     |     |

|                           |    |                                    |     |     |
|                           |    |                                    |     |     |
| ВР                        | 2  | Кавазашвілі Анзор Амберкович       |     |     |
| ЗХ                        | 7  | Логофет Геннадій Олегович          | 72' |     |
| ЗХ                        | 9  | Шестерньов Альберт Олексійович (к) |     |     |
| ЗХ                        | 5  | Капличний Володимир Олександрович  |     |     |
| ЗХ                        | 6  | Ловчев Євген Серафимович           | 31' |     |
| ПЗ                        | 15 | Серебряніков Віктор Петрович       |     | 46' |
| ПЗ                        | 11 | Асатіані Кахі Шалвович             | 36' |     |
| ПЗ                        | 14 | Мунтян Володимир Федорович         |     |     |
| НП                        | 19 | Нодія Гіві Георгійович             | 40' | 66' |
| НП                        | 16 | Бишовець Анатолій Федорович        |     |     |
| НП                        | 17 | Єврюжихін Геннадій Єгорович        |     |     |
| Заміни:                   |    |                                    |     |     |
| НП                        | 20 | Пузач Анатолій Кирилович           |     | 46' |
| НП                        | 21 | Хмельницький Віталій Григорович    |     | 66' |
| Головний тренер:          |    |                                    |     |     |
| Качалін Гаврило Дмитрович |    |                                    |     |     |

| Асистенти арбітра: Кіт Данстен (Бермудські острови) Джек Тейлор (Англія) |

### Бельгія— Сальвадор
Гра проходила за домінування європейської команди, яка могла забити значно більше, ніж три голи. Один лише Поль ван Гімст втратив декілька перспективних нагод для взяття воріт суперників. Натомість бомбардирські якості продемонстрував півзахисник бельгійців Вілфрід ван Мур, який на 12-ій хвилині забив ударом з 30-ти метрів, а на початку другого тайму вдало замкнув простріл від Земмелінга. За порушення правил на тому ж Земмелінгу на 76-й хвилині призначено пенальті, який реалізував Рауль Ламбер, встановивши остаточний рахунок зустрічі.
| 3 червня 1970 16:00 |

| Бельгія                            | 3–0      | Сальвадор |
| ---------------------------------- | -------- | --------- |
| Ван Мур 12', 54' Ламбер 76' (пен.) | Протокол |           |

| Ацтека, Мехіко Глядачів: 92,205 Арбітр: Андрей Редулеску (Румунія) |

| Бельгія | Сальвадор |

|                  |    |                    |  |     |
|                  |    |                    |  |     |
| ВР               | 1  | Крістіан Піот      |  |     |
| ЗХ               | 2  | Жорж Гейленс       |  |     |
| ЗХ               | 4  | Ніколя Девальк     |  |     |
| ЗХ               | 6  | Жан Докс           |  |     |
| ЗХ               | 3  | Жан Тіссен         |  |     |
| ПЗ               | 7  | Леон Земмелінг     |  | 79' |
| ПЗ               | 8  | Вілфрід ван Мур    |  |     |
| ПЗ               | 9  | Йоган Девріндт     |  |     |
| ПЗ               | 10 | Поль ван Гімст (к) |  |     |
| НП               | 18 | Рауль Ламбер       |  |     |
| НП               | 11 | Вільфрід Пюї       |  |     |
| Заміни:          |    |                    |  |     |
| ПЗ               | 16 | Оділон Полленіс    |  | 79' |
| Головний тренер: |    |                    |  |     |
| Раймон Гуталс    |    |                    |  |     |

|                  |    |                       |  |     |
|                  |    |                       |  |     |
| ВР               | 1  | Рауль Маганья         |  |     |
| ЗХ               | 2  | Роберто Рівас         |  |     |
| ЗХ               | 3  | Сальвадор Маріона (к) |  |     |
| ЗХ               | 5  | Сатурніно Осоріо      |  |     |
| ЗХ               | 14 | Маурісіо Мансано      |  | 67' |
| ПЗ               | 6  | Хосе Кінтанілья       |  |     |
| ПЗ               | 8  | Хорхе Васкес          |  |     |
| ПЗ               | 10 | Сальвадор Кабесас     |  |     |
| ПЗ               | 7  | Піпо Родрігес         |  | 80' |
| НП               | 9  | Хуан Рамон Мартінес   |  |     |
| НП               | 11 | Ернесто Апарісіо      |  |     |
| Заміни:          |    |                       |  |     |
| ЗХ               | 4  | Сантьяго Кортес       |  | 67' |
| ПЗ               | 16 | Хенаро Серменьйо      |  | 80' |
| Головний тренер: |    |                       |  |     |
| Ернан Карраско   |    |                       |  |     |

| Асистенти арбітра: Руді Глекнер (НДР) Курт Ченшер (ФРН) |

### СРСР— Бельгія
Перший небезпечний момент у грі створили бельгійці, коли Вілфрід ван Мур ударом головою не зумів переграти радянського голкіпера Кавазашвілі, а на добиванні влучив у поперечину. Згодом ініціативу перехопили радянські футболісти, які вийшли уперед вже на 14-ій хвилині завдяки дальньому удару від Анатолія Бишовця. На початку другого тайму Кахі Асатіані влучним ударом завершив сольний прохід, подвоївши перевагу збірної СРСР, а на 63-ій хвилині мети досяг ще один дальній удар від Бишовця. На 76-ій хвилині четвертий гол радянської збірної у падінні головою провів Віталій Хмельницький, остаточно перекресливши надії бельгійців на бодай нічию у цій грі. Останнім вдалося лише забити гол престижу, коли за чотири хвилини до завершення гри відзначився Рауль Ламбер.
| 6 червня 1970 16:00 |

| СРСР                                            | 4–1      | Бельгія    |
| ----------------------------------------------- | -------- | ---------- |
| Бишовець 14', 63' Асатіані 57' Хмельницький 76' | Протокол | Ламбер 86' |

| Ацтека, Мехіко Глядачів: 95,261 Арбітр: Рудольф Шойрер (Швейцарія) |

| СРСР | Бельгія |

|                           |    |                                    |  |     |
|                           |    |                                    |  |     |
| ВР                        | 2  | Кавазашвілі Анзор Амберкович       |  |     |
| ЗХ                        | 5  | Капличний Володимир Олександрович  |  | 34' |
| ЗХ                        | 3  | Афонін Валентин Іванович           |  |     |
| ЗХ                        | 9  | Шестерньов Альберт Олексійович (к) |  |     |
| ПЗ                        | 11 | Асатіані Кахі Шалвович             |  |     |
| ПЗ                        | 14 | Мунтян Володимир Федорович         |  |     |
| ЗХ                        | 4  | Дзодзуашвілі Реваз Михайлович      |  | 73' |
| НП                        | 16 | Бишовець Анатолій Федорович        |  |     |
| НП                        | 17 | Єврюжихін Геннадій Єгорович        |  |     |
| ЗХ                        | 8  | Хурцилава Муртаз Калістратович     |  |     |
| НП                        | 21 | Хмельницький Віталій Григорович    |  |     |
| Заміни:                   |    |                                    |  |     |
| ЗХ                        | 6  | Ловчев Євген Серафимович           |  | 34' |
| ПЗ                        | 12 | Кисельов Микола Іванович           |  | 73' |
| Головний тренер:          |    |                                    |  |     |
| Качалін Гаврило Дмитрович |    |                                    |  |     |

|                  |    |                    |  |
|                  |    |                    |  |
| ВР               | 1  | Крістіан Піот      |  |
| ЗХ               | 2  | Жорж Гейленс       |  |
| ЗХ               | 4  | Ніколя Девальк     |  |
| ЗХ               | 6  | Жан Докс           |  |
| ЗХ               | 3  | Жан Тіссен         |  |
| ПЗ               | 7  | Леон Земмелінг     |  |
| ПЗ               | 8  | Вілфрід ван Мур    |  |
| ПЗ               | 5  | Леон Жек           |  |
| ПЗ               | 10 | Поль ван Гімст (к) |  |
| НП               | 18 | Рауль Ламбер       |  |
| НП               | 11 | Вільфрід Пюї       |  |
| Головний тренер: |    |                    |  |
| Раймон Гуталс    |    |                    |  |

| Асистенти арбітра: Генрі Ландауер (США) Боббі Девідсон (Шотландія) |

### Мексика— Сальвадор
У грі двох представників КОНКАКАФ сальвадорці утримували нульову нічию до останньої хвилини першого тайму, на якій неоднозначне рішення арбітра гри призвело до першого взяття їхніх воріт. Суддя зупинив гру, призначивши штрафний удар на користь збірної Мексики в ситуації, в якій сальвадорські гравці очікували призначення ауту або ж штрафного на свою користь і не зреагували на дії мексиканських гравців, що швидко розіграли стандартне положення й вибігли на їхні ворота. Після навісу від Аарона Падільї Енріке Борха не зумів вразити порожні ворота, однак його підстрахував Хав'єр Вальдівія. Попри протести збірної Сальвадору щодо такого розіграшу, а також щодо очевидного положення поза грою, в якому перебували мексиканські футболісти у завершальній фазі атаки, арбітр м'яч зарахував.
На самому початку другої половини гри той же Вальдівія удруге вразив ворота деморалізованих суперників, а згодом голи від Фрагосо і Басагурена довели рахунок до розгромного.
| 7 червня 1970 12:00 |

| Мексика                                      | 4–0      | Сальвадор |
| -------------------------------------------- | -------- | --------- |
| Вальдівія 45', 46' Фрагосо 58' Басагурен 83' | Протокол |           |

| Ацтека, Мехіко Глядачів: 103,058 Арбітр: Алі Канділь (Об'єднана Арабська Республіка) |

| Мексика | Сальвадор |

|                  |    |                       |  |     |     |
|                  |    |                       |  |     |     |
| ВР               | 1  | Ігнасіо Кальдерон     |  |     |     |
| ЗХ               | 3  | Густаво Пенья (к)     |  |     |     |
| ЗХ               | 5  | Маріо Перес           |  |     |     |
| ЗХ               | 8  | Антоніо Мунгія        |  |     |     |
| НП               | 9  | Енріке Борха          |  | 46' |     |
| НП               | 11 | Аарон Паділья         |  |     |     |
| ЗХ               | 13 | Хосе Вантольра        |  |     |     |
| ЗХ               | 14 | Хав'єр Гусман         |  |     |     |
| ПЗ               | 17 | Хосе Луїс Гонсалес    |  |     |     |
| НП               | 19 | Хав'єр Вальдівія      |  |     |     |
| НП               | 21 | Хав'єр Фрагосо        |  |     |     |
| Заміни:          |    |                       |  |     |     |
| НП               | 10 | Орасіо Лопес Сальгадо |  | 46' | 76' |
| ПЗ               | 20 | Ігнасіо Басагурен     |  |     | 76' |
| Головний тренер: |    |                       |  |     |     |
| Рауль Карденас   |    |                       |  |     |     |

|                  |    |                       |     |     |
|                  |    |                       |     |     |
| ВР               | 1  | Рауль Маганья         | 45' |     |
| ЗХ               | 2  | Роберто Рівас         |     |     |
| ЗХ               | 3  | Сальвадор Маріона (к) | 33' |     |
| ЗХ               | 5  | Сатурніно Осоріо      |     |     |
| ЗХ               | 4  | Сантьяго Кортес       |     | 68' |
| ПЗ               | 6  | Хосе Кінтанілья       |     |     |
| ПЗ               | 8  | Хорхе Васкес          |     |     |
| ПЗ               | 10 | Сальвадор Кабесас     | 57' |     |
| ПЗ               | 7  | Піпо Родрігес         |     |     |
| НП               | 9  | Хуан Рамон Мартінес   |     |     |
| НП               | 11 | Ернесто Апарісіо      |     | 58' |
| Заміни:          |    |                       |     |     |
| НП               | 12 | Маріо Монхе           |     | 68' |
| ПЗ               | 19 | Серхіо Мендес         | ЖК  | 58' |
| Головний тренер: |    |                       |     |     |
| Ернан Карраско   |    |                       |     |     |

| Асистенти арбітра: Кіт Данстен (Бермудські острови) Джек Тейлор (Англія) |

### СРСР— Сальвадор
Як і у своїх попередніх іграх, Сальвадор побудував гру від оборони і вперше на турнірі відстояли перший тайм «на нуль». Однак вже у дебюті другої половини гри Анатолій Бишовець відгукнувся на розрізну передачу від Серебрянікова і відкрив рахунок матчу. А на 74-й хвилині гри той же Бишовець став автором другого гола, реалізувавши передачу від ще одного свого партнера по київському «Динамо» Володимира Мунтяна, який перед тим обіграв трьох оборонців суперника. По ходу матчу відмінну нагоду забити перший гол Сальвадора в іграх фінальних частин чемпіонатів світу не реалізував Піпо Родрігес, і його команда завершила турнір з нулем забитих голів при дев'яти пропущених.
| 10 червня 1970 16:00 |

| СРСР              | 2–0      | Сальвадор |
| ----------------- | -------- | --------- |
| Бишовець 51', 74' | Протокол |           |

| Ацтека, Мехіко Глядачів: 89,979 Арбітр: Рафаель Ормасабаль Діас (Чилі) |

| СРСР | Сальвадор |

|                           |    |                                    |     |     |
|                           |    |                                    |     |     |
| ВР                        | 2  | Кавазашвілі Анзор Амберкович       |     |     |
| ЗХ                        | 3  | Афонін Валентин Іванович           |     |     |
| ЗХ                        | 9  | Шестерньов Альберт Олексійович (к) |     |     |
| ПЗ                        | 15 | Серебряніков Віктор Петрович       |     |     |
| ПЗ                        | 14 | Мунтян Володимир Федорович         |     |     |
| ЗХ                        | 4  | Дзодзуашвілі Реваз Михайлович      |     |     |
| ПЗ                        | 12 | Кисельов Микола Іванович           |     | 81' |
| НП                        | 16 | Бишовець Анатолій Федорович        |     |     |
| НП                        | 20 | Пузач Анатолій Кирилович           |     | 46' |
| ЗХ                        | 8  | Хурцилава Муртаз Калістратович     |     |     |
| НП                        | 21 | Хмельницький Віталій Григорович    | 90' |     |
| Заміни:                   |    |                                    |     |     |
| ПЗ                        | 11 | Асатіані Кахі Шалвович             |     | 81' |
| НП                        | 17 | Єврюжихін Геннадій Єгорович        |     | 46' |
| Головний тренер:          |    |                                    |     |     |
| Качалін Гаврило Дмитрович |    |                                    |     |     |

|                  |    |                       |  |     |
|                  |    |                       |  |     |
| ВР               | 1  | Рауль Маганья         |  |     |
| ЗХ               | 2  | Роберто Рівас         |  |     |
| ЗХ               | 3  | Сальвадор Маріона (к) |  |     |
| ЗХ               | 5  | Сатурніно Осоріо      |  |     |
| ЗХ               | 18 | Гільєрмо Кастро       |  |     |
| ПЗ               | 12 | Маріо Монхе           |  |     |
| ПЗ               | 17 | Хайме Портільйо       |  |     |
| ПЗ               | 8  | Хорхе Васкес          |  |     |
| ПЗ               | 10 | Сальвадор Кабесас     |  | 82' |
| НП               | 7  | Піпо Родрігес         |  | 86' |
| НП               | 19 | Серхіо Мендес         |  |     |
| Заміни:          |    |                       |  |     |
| НП               | 11 | Ернесто Апарісіо      |  | 82' |
| ПЗ               | 16 | Хенаро Серменьйо      |  | 86' |
| Головний тренер: |    |                       |  |     |
| Ернан Карраско   |    |                       |  |     |

| Асистенти арбітра: Анхель Норберто Коересса (Аргентина) Айртон Віейра де Мораес (Бразилія) |

### Мексика— Бельгія
Перед своєю останньою грою групового етапу обидві команди зберігали шанси на вихід до стадії плей-оф, для чого бельгійцям необхідно було вигравати, а їх суперникам було достатньо і нічиєї. В результаті перемогу здобула команда-господар турніру, збірна Мексики, завдяки єдиному голу, забитому після чергового неоднозначного рішення на їх користь від арбітра. Цього разу вже на 14-й хвилині матчу у ворота бельгійців призначили пенальті після падіння в їхньому карному майданчику Хав'єра Вальдівії. Європейські футболісти протягом декількох хвилин намагалися довести аргентинському рефері, що їхній захисник вибив м'яч з-під ніг мексиканця без порушення правил, проте безрезультатно. Врешті-решт результативний удар з 11 метрів у виконанні Густаво Пеньї відбувся на 16-й хвилині, проте у протокол був занесений за часом фіксації порушення правил.
Після забитого м'яча мексиканська команда почала грати на втримання рахунку, а бельгійцям, кожне володіння м'ячем яких супроводжувалося свистом з трибун, комбінаційна гра не вдавалася. В результаті більше голів забито не було, і збірна Мексики, що була учасницею шести з восьми попередніх чемпіонатів світу, уперше в історії оформила вихід до стадії плей-оф світової першості.
| 11 червня 1970 16:00 |

| Мексика          | 1–0      | Бельгія |
| ---------------- | -------- | ------- |
| Пенья 14' (пен.) | Протокол |         |

| Ацтека, Мехіко Глядачів: 108,192 Арбітр: Анхель Норберто Коересса (Аргентина) |

| Мексика | Бельгія |

|                  |    |                    |     |     |
|                  |    |                    |     |     |
| ВР               | 1  | Ігнасіо Кальдерон  |     |     |
| ЗХ               | 3  | Густаво Пенья (к)  | 29' |     |
| ЗХ               | 13 | Хосе Вантольра     |     |     |
| ЗХ               | 14 | Хав'єр Гусман      |     |     |
| ЗХ               | 5  | Маріо Перес        |     |     |
| ПЗ               | 15 | Ектор Пулідо       |     |     |
| ПЗ               | 17 | Хосе Луїс Гонсалес |     |     |
| ПЗ               | 8  | Антоніо Мунгія     |     |     |
| НП               | 19 | Хав'єр Вальдівія   | ЖК  | 46' |
| НП               | 21 | Хав'єр Фрагосо     |     |     |
| НП               | 11 | Аарон Паділья      |     |     |
| Заміни:          |    |                    |     |     |
| НП               | 20 | Ігнасіо Басагурен  |     | 46' |
| Головний тренер: |    |                    |     |     |
| Рауль Карденас   |    |                    |     |     |

|                  |    |                    |     |     |
|                  |    |                    |     |     |
| ВР               | 1  | Крістіан Піот      |     |     |
| ЗХ               | 2  | Жорж Гейленс       |     |     |
| ЗХ               | 4  | Ніколя Девальк     |     |     |
| ЗХ               | 6  | Жан Докс           |     |     |
| ЗХ               | 3  | Жан Тіссен         | 20' |     |
| ПЗ               | 7  | Леон Земмелінг     |     |     |
| ПЗ               | 8  | Вілфрід ван Мур    |     |     |
| ПЗ               | 5  | Леон Жек           |     |     |
| ПЗ               | 10 | Поль ван Гімст (к) | ЖК  |     |
| НП               | 16 | Оділон Полленіс    |     | 65' |
| НП               | 11 | Вільфрід Пюї       |     |     |
| Заміни:          |    |                    |     |     |
| НП               | 9  | Йоган Девріндт     |     | 65' |
| Головний тренер: |    |                    |     |     |
| Раймон Гуталс    |    |                    |     |     |

| Асистенти арбітра: Генрі Ландауер (США) Рафаель Ормасабаль Діас (Чилі) |